# ShiVa
ShiVa3D es un motor de videojuego 3D con un editor gráfico diseñado para crear aplicaciones y videojuegos para la Web, Consolas de juegos y dispositivos móviles.
Puede producir juegos y simulaciones gráficas en 3D para Windows, Mac, Linux, iPhone, iPad, BlackBerry Tablet OS/BlackBerry 10, Android, Palm OS, Wii y WebOS, como aplicación independiente or embebida en explorador web.
El motor de videojuego utiliza OpenGL, OpenGL ES o DirectX, y puede también ser ejecutado en modo software mode. ShiVa3D también soporta plug-ins tales como NVIDIA PhysX, F-Mod sounds library, y ARToolKit.
Más de 8.000 aplicaciones han sido creadas utilizando el programa.
El 19 de marzo de 2010 la compañía publicó una versión beta de su SDK para Android, convirtiéndola en el primer kit de desarrollo en 3D para la plataforma Android. El 2 de noviembre de 2010, Stonetrip publicó ShiVa3D 1.9.0, el cual agregó algunas funcionalidades importantes al motor de videojuegos.

## Funcionalidades Importantes
- Compilación nativa en C++
- API para modificar Mesh (modelos en 3D)
- Simulador de dispositivos de entrada (Device input simulator)
- Cargador de aplicaciones al dispositivo (Device application loader)
- Ambiente integrado de desarrollo para edición visual.
- Terreno, océano y editor de animaciones integrados.
- Edición de Materiales, partículas y controles de usuario (HUD) con previsualización en tiempo real.
- Control de Lightmap completo ( UV2, import, export, built-in compiler )
- Importación de modelos 3D usaindo el formato Collada, compatible con XSI, Maya, Blender, Cinema 4D, y 3dsmax
- Soporte incluido para el motor de física ODE physics engine.
- Programación con Lua programming language
- API integrada de XML
- Servidor ShiVa para crear MMOs
- Exportación a HTML5/WebGl (actualmente en pruebas beta)

## Edición ShiVa Web
La edición ShiVa Web es una versión gratis, ilimitada y completa de ShiVa, la cual puede ser utilizada con el propósito de probarlo e implementar en la web.

## ShiVa Editor 2.0
El 4 de julio de 2014 la primera versión publica de pruebas del editor ShiVa 2.0 fue liberada a los usuarios que compraron una licencia de ShiVa después del 1.º de enero, 2012. La primera versión de prueba incluye el framework básico, la herramienta Authoring Tool actualizada y el nuevo HTML5/WebGl. Adicionalmente, la funcionalidad más solicitada ha llegado: esta nueva versión corre bajo Windows, Mac OS X y Linux.